# Henry Spira
Pour les articles homonymes, voir Spira.
Henry Spira, né le 19 juin 1927 à Anvers en Belgique et mort le 12 septembre 1998 à New York aux États-Unis, est un influent militant américano-belge pour les droits des animaux. 

## Biographie

### Jeunesse
Henry Spira est le fils de Maurice Spira et Margit Spitzer Spira. Maurice et son père travaillent dans le commerce du diamant en Belgique. Son grand-père maternel, le talmudiste Avraham Shmuel Binyamin Spitzer (1872-1934), venu de Hongrie, est grand-rabbin de Hambourg en Allemagne de 1910 à 1934,. La famille Spira étant aisée, Henry a une nounou et fait ses études dans un lycée francophone. Quand il a 10 ans, son père se rend au Panama et le reste de la famille déménage en Allemagne pour vivre avec la famille de Margit. Spira y rejoint un groupe de jeunes juifs et commencé à apprendre l'hébreu. 
Son père qui une fois revenu en 1938 avait ouvert un magasin de vêtements et de bijoux bon marché qu'il vendait principalement aux marins de Hambourg, considère que l'Allemagne est devenue un endroit peu sûr pour les Juifs et envoie Henry fréquenter une école catholique romaine dirigée par des religieuses, où les cours sont donnés en espagnol, jusqu'à ce qu'il soit à court d'argent et ne puisse plus payer les frais de scolarité de son fils. Henry passe alors l'année suivante à travailler dans le magasin de son père. 

### New York etHashomer Hatzair

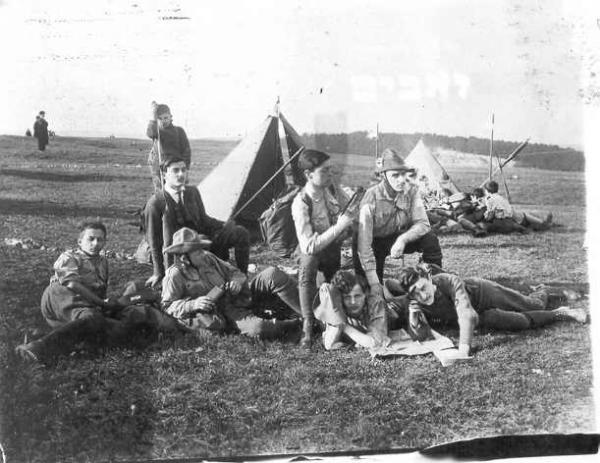
Jeunes membres du mouvement de jeunesse juif Hashomer Hatzair, v. 1920-40

En décembre 1940, alors qu'il est âgé de treize ans, sa famille s'installe à New York. Son père travaille dans l'industrie du diamant. Henry suit une éducation juive traditionnelle à la maison et étudie l'hébreu. En 1943, alors qu'il est au lycée Stuyvesant, il s'implique dans le groupe sioniste non-religieux et de gauche, la Hashomer Hatzair, qui œuvre à préparer les jeunes juifs à vivre dans des kibboutzim en Palestine. L'association organise des camps d'été où on apprend les bases de la nature et de l'agriculture, on fait de la randonnée et où est enseignée l'égalité des sexes ; Henry y porte son nom hébraïque, Noah. Le philosophe utilitariste australien Peter Singer écrit que l'anti-matérialisme et l'indépendance d'esprit que Spira a appris durant sa période avec la Hashomer Hatzair ne l'ont pas quitté le reste de sa vie. À seize ans, l'adolescent décide de quitter la maison familiale, de prendre un logement et un travail l'après-midi dans un atelier d'usinage et d'aller à l'école le matin.

### Marine marchande et armée
En 1944, Spira est devenu un partisan du mouvement ouvrier Socialist Workers Party (SWP). Lui et son collègue activiste John Black recrutent des lycéens de New York au SWP. Il devint marin marchand en 1945, rejoignant d'autres trotskystes actifs au sein de l'(en)Union maritime nationale (NMU). Lorsque les membres et les dirigeants des syndicats communistes et de gauche ont été purgés du NMU pendant l'ère du maccarthysme, Spira est mis sur une liste noire de personnes dangereuses pour la sécurité. En mars 1952, on lui dit que sa présence sur un navire marchand américain est « contraire à la sécurité du gouvernement américain ». Il dira plus tard à Peter Singer : « Je pensais juste que ça faisait partie du jeu : combattez le système et ils se vengeront de vous ». 
Spira est alors enrôlé dans l'armée américaine, servant à Berlin en 1953 et 1954, où il est affecté à s'adresser à plusieurs centaines de soldats chaque semaine pour leur transmettre des nouvelles et les informer des affaires courantes. Après deux ans dans l'armée, il travaille sur une chaîne de montage à l'usine General Motors de Linden, où il observe le pouvoir que les individus peuvent exercer lorsqu'ils agissent indépendamment d'une organisation. 

### Activisme

#### Droits de l'homme
Au cours des années 1950 et 1960, Spira est journaliste et écrit pour le journal du SWP, The Militant, et d'autres publications de gauche ou alternatives, souvent sous le pseudonyme de « Henry Gitano ». Il couvre une grève des United Automobile Workers à New Castle, en 1955, au cours de laquelle des travailleurs en grève sont blessés et la loi martiale déclarée. Il écrit également beaucoup sur le mouvement des droits civiques à Montgomery et Tallahassee, en 1956, pendant la campagne de boycott des bus et sur la lutte plus large contre la ségrégation raciale et pour le droit de vote dans les années 1960. Il est connu pour parler directement aux personnes impliquées dans les luttes, pour relayer leurs histoires et pour construire des ponts entre les mouvements syndicaux et les mouvements des droits civiques.
En 1958-59, The Militant publie une série d'articles qu'il a écrits sur les abus de pouvoir du FBI sous la direction de J. Edgar Hoover. Singer suggère que l'impact plus large de la série au-delà du lectorat restreint du journal socialiste enseigne une leçon à Spira : « une recherche minutieuse peut souvent révéler des contradictions internes dans ce qu'une grande organisation dit et fait ». 
En 1958, Spira est le premier journaliste américain à se rendre à Cuba et à interviewer Fidel Castro après la révolution[source insuffisante], peu de temps après que ce dernier et ses partisans eurent évincé Fulgencio Batista, et le journaliste écrit sur les changements dont il est témoin. Ses publications conduisent le SWP et d'autres gauchistes à former le Fair Play for Cuba Committee qui travaille pour informer les Américains sur la situation à Cuba et empêcher une invasion américaine. Deux semaines avant l'invasion de la Baie des Cochons, Spira met en garde contre les préparatifs impliquant la coordination de la CIA avec les exilés cubains.
Spira s'investit également dans le Committee for NMU Democracy au début des années 1960, à une époque où les dissidents sont battus et menacés de violence par les partisans du président du syndicat Joseph Curran. Spira écrit des exposés sur la manière dont Curran « arnaque » les membres du syndicat.
En 1958, il est diplômé en tant qu'étudiant adulte du Brooklyn College à New York et en 1966 commence à enseigner la littérature anglaise aux étudiants des quartiers défavorisés dans un lycée de New York.

#### Droits des animaux
En 1974, Henry Spira fonde l'association Animal Rights International. Il déclare au New York Times s'être intéressé pour la première fois aux droits des animaux en 1973 alors qu'il s'occupait du chat d'un ami : « J'ai commencé à me demander s'il était approprié de câliner un animal tout en collant un couteau et une fourchette dans un autre ». À peu près à la même époque, il lit une chronique d'(en)Irwin Silber dans The National Guardian sur l'ouvrage Animals, Men and Morals (1971) qui s'auto-proclame être un manifeste pour « la libération animale ». Spira « devient végétarien. Et se demande comment mettre fin concrètement à l'exploitation des animaux ». 
Spira mène une campagne marquante en 1976 contre les tests sur les chats effectués par l'American Museum of Natural History. Il publie un article sur le sujet dans un journal local, ce qui provoque l'envoi de centaines de lettres de protestation au musée,. En 1978, il lance une nouvelle campagne contre Revlon qui pratique le test de Draize, un protocole d'expérimentation animale et test toxicologique invasif. Il écrit des lettres régulières à la direction de l'entreprise, et achète des actions pour se rendre aux assemblées générales des actionnaires et interpeler les dirigeants en direct. Il monte ensuite une coalition de 400 associations représentants plusieurs millions de membres. En 1980, il fait publier une pleine page publicitaire dans le New York Times contre Revlon avec l'accroche « Combien de lapins Revlon aveugle-t-il pour la beauté ? »,. Il passe finalement un accord : l'entreprise finance (750.000 dollars)à la création d'un laboratoire chargé de trouver des alternatives aux tests sur les animaux. D'autres grandes entreprises de ce domaine (Avon, Bristol Meyers, Estée Lauder, Max Factor, Chanel et Mary Kay Cosmetics) suivent et les tests sur les animaux sont réduits peu à peu. Ces multiples actions mènent à la création du Centre pour les alternatives à l'expérimentation animale.
Henry Spira consacra également une partie de sa vie à la réduction des souffrances dans les abattoirs. Il s'attaque d'abord à la société Franck Perdue (méga-producteur de volailles aux États-Unis), puis se tourne ensuite vers le géant McDonald's. Après avoir été ignoré pendant trois ans, il achète 65 actions de McDonald's et se présente à l'assemblée annuelle pour demander des assouplissements sur les conditions d'abattage, ce qui lui permet d'obtenir des engagements. Il réussit à lui faire adopter une politique plus stricte concernant leurs fournisseurs de bœufs et de poulets. Ainsi, les poulets ne doivent plus être parqués par centaines dans des lieux confinés et les bœufs cesseront d'être tués avec une méthode qui consistait à suspendre la bête à l'envers avant de lui trancher la gorge. D’autres de ses campagnes visent l’image de marque des bovins, de l’industrie de la volaille et du géant de la restauration rapide KFC.

### Fin de vie
Jusqu'à la fin de sa vie, Spira militera pour réduire la souffrance des animaux et il réussira plusieurs fois à créer des coalitions d'associations de défense des animaux qui se révèleront être efficaces pour gagner des campagnes. Singer écrit que : « En vingt ans, ses méthodes de campagne uniques ont fait davantage pour réduire la souffrance animale qu’aucune autre action entreprise au cours des cinquante années précédentes »
Henry Spira meurt des suites d'un cancer de l'œsophage et devenu son ami proche, le philosophe Peter Singer, écrira durant les derniers mois de sa vie sa biographie, Théorie du tube de dentifrice,,.  
Henry Spira est reconnu pour son approche méthodique, intelligente et efficace qui lui a permis de gagner beaucoup de ses combats et qui peut être appliquée à bien d'autres combats que la défense des droits des animaux.
« Brigitte Gothière et Sébastien Arsac, les deux fondateurs de l'association L214 (ont été) inspirés par Spira ».